# Вирівська сільська рада (Кам'янка-Бузький район)
Вирівська сільська рада — орган місцевого самоврядування у Кам'янка-Бузькому районі Львівської області з адміністративним центром у с. Вирів.

## Загальні відомості
Історична дата утворення: в 1940 році. Водоймища на території, підпорядкованій даній раді: річка Горпинка.

## Населені пункти
Сільській раді підпорядковані населені пункти:
- с. Вирів
- с. Горпин
- с. Якимів

## Склад ради
Рада складається з 16 депутатів та голови.

### Керівний склад ради
| ПІБ                        | Основні відомості                                            | Дата обрання | Дата звільнення |
| -------------------------- | ------------------------------------------------------------ | ------------ | --------------- |
| Батийовська Марія Петрівна | Сільський голова, 1974 року народження, освіта, позапартійна | 26.03.2006   | 31.10.2010      |
| Батийовська Марія Петрівна | Сільський голова, 1974 року народження, освіта, позапартійна | 31.10.2010   |                 |

Примітка: таблиця складена за даними джерела

### Депутати
| Вирівська сільська рада        | Вирівська сільська рада        | Вирівська сільська рада          | Вирівська сільська рада        | Вирівська сільська рада                                                                        |
| № зп                           | № округу                       | Прізвище, ім'я, по батькові      | Дата визнання обраним          | Відомості про обраного депутата                                                                |
| Політична партія «За Україну!» | Політична партія «За Україну!» | Політична партія «За Україну!»   | Політична партія «За Україну!» | Політична партія «За Україну!»                                                                 |
| ------------------------------ | ------------------------------ | -------------------------------- | ------------------------------ | ---------------------------------------------------------------------------------------------- |
| 1                              | 2                              | Поворозник Ольга Онуфріївна      | 1 листопада 2010 р.            | Освіта середня, член Політичної партії «За Україну!», тимчасово не працює                      |
| 2                              | 4                              | Возна Станіслава Павлівна        | 1 листопада 2010 р.            | Освіта вища, позапартійна, загальноосвітня школа І-ІІ ст. с. Вирів, вчитель                    |
| Самовисування                  |                                |                                  |                                |                                                                                                |
| 1                              | 1                              | Вантух Михайло Васильович        | 1 листопада 2010 р.            | Освіта середня, позапартійний, Фермерське господарство «Україна», водій                        |
| 2                              | 3                              | Бойко Марія Ярославівна          | 1 листопада 2010 р.            | Освіта вища, позапартійна, Вирівська сільська рада, секретар                                   |
| 3                              | 5                              | Шмигельська Марія Романівна      | 1 листопада 2010 р.            | Освіта вища, позапартійна, тимчасово не працює                                                 |
| 4                              | 6                              | Процик Марія Андріївна           | 1 листопада 2010 р.            | Освіта вища, позапартійна, Банюнинська сільська рада, бухгалтер                                |
| 5                              | 7                              | Гнатів Петро Петрович            | 1 листопада 2010 р.            | Освіта середня, позапартійний, ПП «Єліт-Безпека», охоронець                                    |
| 6                              | 8                              | Зацерковний Богдан Володимирович | 1 листопада 2010 р.            | Освіта середня, позапартійний, Кам'янка-Бузький «Райавтодор», тракторист                       |
| 7                              | 9                              | Війтович Андрій Іванович         | 1 листопада 2010 р.            | Освіта вища, позапартійний, Горпинський навчально-виховний комплекс, директор                  |
| 8                              | 10                             | Поворозник Ігор Михайлович       | 1 листопада 2010 р.            | Освіта середня, позапартійний, Горпинський навчально-виховний комплекс, завідувач господарства |
| 9                              | 11                             | Гірний Богдан Федорович          | 1 листопада 2010 р.            | Освіта вища, позапартійний, ДП «Буський лісгосп», майстер лісу                                 |
| 10                             | 12                             | Бабич Михайло Мирославович       | 1 листопада 2010 р.            | Освіта середня, позапартійний, ТзОВ «Агро ЛВ Лімітед», водій                                   |
| 11                             | 13                             | Кук Іван Романович               | 1 листопада 2010 р.            | Освіта середня, позапартійний, тимчасово не працює                                             |
| 12                             | 14                             | Процик Юрій Михайлович           | 1 листопада 2010 р.            | Освіта незакінчена вища, позапартійний, тимчасово не працює                                    |
| 13                             | 15                             | Зьомбра Ігор Володимирович       | 1 листопада 2010 р.            | Освіта незакінчена вища, позапартійний, тимчасово не працює                                    |
| 14                             | 16                             | Клиж Казимир Леонович            | 1 листопада 2010 р.            | Освіта середня, позапартійний, тимчасово не працює                                             |

### Керівний склад ради
| ПІБ                     | Основні відомості                                            | Дата обрання | Дата звільнення |
| ----------------------- | ------------------------------------------------------------ | ------------ | --------------- |
| Бойко Марія Ярославівна | Сільський голова, 1967 року народження, освіта, позапартійна | 25.10.2015   |                 |

Примітка: таблиця складена за даними джерела

### Депутати
| Вирівська сільська рада                 | Вирівська сільська рада                 | Вирівська сільська рада                 | Вирівська сільська рада                 | Вирівська сільська рада                                                         |
| № зп                                    | № округу                                | Прізвище, ім'я, по батькові             | Дата визнання обраним                   | Відомості про обраного депутата                                                 |
| Політична партія «Народний Рух України» | Політична партія «Народний Рух України» | Політична партія «Народний Рух України» | Політична партія «Народний Рух України» | Політична партія «Народний Рух України»                                         |
| --------------------------------------- | --------------------------------------- | --------------------------------------- | --------------------------------------- | ------------------------------------------------------------------------------- |
| 1                                       | 5                                       | Війтович Андрій Іванович                | 25.10.2015                              | Освіта вища, позапартійний, Горпинський навчально-виховний комплекс, директор   |
| Самовисування                           |                                         |                                         |                                         |                                                                                 |
| 2                                       | 1                                       | Процик Марія Андріївна                  | 25.10.2015                              | Освіта вища, позапартійна, секретар ради                                        |
| 3                                       | 2                                       | Шмигельська Марія Романівна             | 25.10.2015                              | Освіта вища, позапартійна, тимчасово не працює                                  |
| 4                                       | 3                                       | Зацерковний Богдан Володимирович        | 25.10.2015                              | Освіта середня, позапартійний, Кам'янка-Бузький «Райавтодор», тракторист        |
| 5                                       | 4                                       | Бабич Юлія Михайлівна                   | 25.10.2015                              | Освіта вища, позапартійна, студентка                                            |
| 6                                       | 6                                       | Михалко Степан Іванович                 | 25.10.2015                              | Освіта вища, позапартійний, настоятель храму Покрови Богородиці с.Горпин        |
| 7                                       | 7                                       | Висоцький Андрій Васильович             | 25.10.2015                              | Освіта вища, позапартійний, студент ЛНАУ                                        |
| 8                                       | 8                                       | Поворозник Ольга Онуфріївна             | 25.10.2015                              | Освіта середня, тимчасово не працює                                             |
| 9                                       | 9                                       | Катарина Надія Михайлівна               | 25.10.2015                              | Освіта середня, позапартійна, спеціаліст ІІ категорії Вирівської сільської ради |
| 10                                      | 10                                      | Процик Юрій Михайлович                  | 25.10.2015                              | Освіта незакінчена вища, позапартійний, тимчасово не працює                     |
| 11                                      | 11                                      | Кук Ольга Григорівна                    | 25.10.2015                              | Освіта середня, позапартійна, керівник НД с.Якимів                              |
| 12                                      | 12                                      | Клиж Казимир Леонович                   | 25.10.2015                              | Освіта середня, позапартійний, тимчасово не працює                              |